# 선비몽골어족
선비몽골어족(鮮卑蒙古語族, 영어: Serbi–Mongolic) 혹은 몽골거란어족(蒙古契丹語族, 영어: Mongolic–Khitan)은 몽골어파와 사멸된 분파인 선비오환어파를 포괄하는 제안된 어군이다.

## 명칭
Serbi (*serbi)는 역사적 민족명 선비(鮮卑)를 Shimunek가 재구한 것이다.
『글로톨로그(Glottolog)』4.4에는 몽골거란어족(Mongolic–Khitan)으로 기재되어 있다.

## 언어
다음은 Shimunek(2017:35)에 의한 선비몽골어족의 하위 계통 분류이다.
- 선비몽골어족(Serbi–Mongolic)
  - 몽골어파(Mongolic)[4][5]
    - 중앙몽골어족(Central Mongolic languages)
      - 동부중앙몽골어(Eastern Central Mongolic)
        - 할하몽골어(Khalkha Mongolian)
        - 코르친몽골어(Khorchin Mongolian)
        - 차하르몽골어(Chakhar Mongolian)

      - 오이라트어(Oirat)
        - 칼믹어(Kalmyk)

      - 오르도스몽골어(Ordos Mongolian)

    - 남부몽골어족(Southern Mongolic languages)
      - 시롱골어(Shirongolic)
        - 몽구오르어(土族語, Mongour)
        - 둥샹어(東鄕語, Dongxiang)
        - 바오안어(保安語, Bonan)
        - 산타어(Santa)
        - 캉자어(康家語, Kangjia)

      - 동부유구르어(Shira Yugur)

    - 다우르어(Daur)
    - 모골어(Moghol)

  - 선비오환어파(Serbi–Awar) (=유하 얀후넨Juha Janhunen의 Para-Mongolic[6])
    - 오환어(烏桓語, 烏丸語, Wuhuan, Awar/Avar)
    - 고대선비어(古代鮮卑語, Old Serbi) 혹은 공통선비어(Common Serbi)
      - 걸복어(乞伏語, Ch’i-fu/Qifu, 북부 초기 중고 한어(NEMC)로는 *kʰɨrbuwk)
      - 단어(段語, Duan)
      - 탁발어(拓跋語, Tabghach)
      - 토욕혼어(吐谷渾語, Tuyuhun/T’u-yü-hun) 혹은 모용어(慕容語, Mu-jung/Murong)
      - 거란어군(契丹語群, Kitanic) 혹은 우문어군(宇文語群, Yü-wen/Yuwen)
        - 고대거란어(古代契丹語, Old Kitan)
        - 해어(奚語, Qay, 북부 초기 중고 한어로는 *ɣay)
        - 실위어(室韋語, Shirwi proper) (*širwi/*širβi < *serbi ‘선비’)

## 음운변화
공통 선비몽골어족(예컨대 선비몽골조어)로부터 분화된 몽골조어와 선비조어의 음운 개신은 다음과 같다.
| 몽골조어 개신 | 선비조어 개신        |
| ------------- | -------------------- |
| *p > *h       | *ɔ > *a / _C[dorsal] |
| *#ñ > *#n     | *ze > *ži            |
| *Vñ# > *Vi#   | *se > *ši            |
| *z > *s       | *VbV > *Vw(V)        |
| *wə > *ə      | *wə > *ɔ             |

## 같이 보기
- 선비어
- 선비오환어파
- 선비족